# Club Porteño de Morón
El Club Porteño de Morón es un club deportivo argentino establecido en la localidad de Morón, de la provincia de Buenos Aires. Fundado en 1919, es reconocido por haber participado en sus orígenes en los campeonatos de fútbol de la Asociación Argentina de Football entre 1920 y 1933, llegando a competir en la Segunda División.

## Historia
Como Club Atlético y Social Porteño fue fundado el 15 de marzo de 1919 por jóvenes de la zona de Quinta Amarilla, que habían participado en equipos como El Sartenazo, Las casitas de la Empresa y Puente de Piedra. El nombre del club estaba basado en el club homónimo campeón de Primera División.
Las primeras reuniones fueron en la estación de Morón, para luego reunirse en la casa de Manuel Arrighi. Uno de sus iniciadores más destacados fue Bernardino Varela, que fue su primer presidente. En éstos primeros años, el fútbol sería el deporte principal del club y en él se destacaron los hermanos Juan Carlos y Roberto Guerrieri, Eduardo Nari, Carlos Cruceño, entre otros.

### Primeros campeonatos

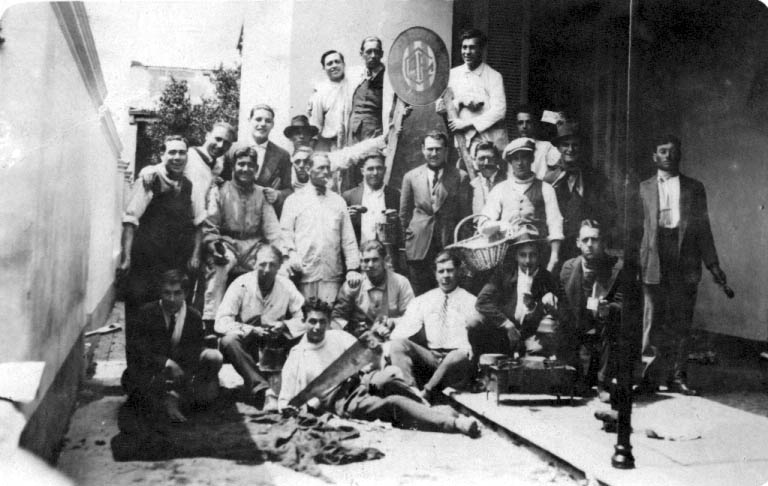
Socios fundadores del Porteño de Morón (circa 1920)

Al poco tiempo de su fundación, debió renombrarse como Club Atlético Morón, debido a que decidió afiliarse a la Asociación Argentina de Football e incorporarse a la Segunda División, donde competían 2 equipos juveniles del Porteño capitalino.
Debido al cisma de 1919, no hubo Zona Norte en la Segunda División en 1920 y se disputó en las zonas Sur y Oeste, incorporándose en esta última. El equipo no conseguiría avanzar a la fase final al quedar debajo del tercer equipo de Huracán, pero obtendría el ascenso a División Intermedia por ser el mejor primer equipo de la zona.

### Paso a la tercera categoría
El 29 de diciembre de 1926, ya renombrado como Club Atlético Porteño de Morón, se afilia a la Asociación Amateur Argentina de Football, ente rector del fútbol argentino que había sido creado recientemente.
El equipo, como participante de la División Intermedia, se ve afectado ya que para 1927 pasaba a ser de la tercera categoría. En su debut en el tercer nivel, compite en la Sección B de la Zona Oeste y consigue el tercer lugar, quedando a 9 puntos de Liniers, que accedió al heptagonal por el ascenso. En el certamen de reservas de la División Intermedia, finalizó en el último lugar. También incorporó un equipo juvenil a la Cuarta División.
Ese mismo año compitió en lo que fue su última Copa de Competencia de División Intermedia. Allí enfrentó y venció por 1 a 0 a Devoto, accediendo directamente a cuartos de final, donde caería por 3 a 2 ante Canal San Fernando.
En cuanto a su equipo de reserva, en 1928 consiguió ser ganador de su sección, accediendo a las semifinales de la Zona Oeste, donde venció a los juveniles de Almagro. En la final, luego de igualar 1 a 1, cayó en el desempate ante los juveniles de Liberal Argentino por 5 a 0.

### Llegada a Segunda División
Tras estar desafiliado en 1929, compitió en División Intermedia en los dos años siguientes; hasta que, a inicios de 1933, una nueva reestructuración del fútbol argentino, lo catapulta de regreso a la segunda categoría. Debido a la escisión de 1931, la Asociación Argentina decide aumentar el número de participantes en Primera División, a lo que se le sumó la salida de varios equipos de la extinta Primera División B. Finalmente, 17 equipos son incorporados a la reflorada Segunda División, varios de ellos desde la suprimida División Intermedia.
El 7 de mayo comienza el campeonato y Porteño de Morón recibe a San Miguel, cayendo por 1 a 0.

#### La desafiliación
Tras perder sus primeros 3 partidos, consigue su primer punto al igualar por 1 a 1 con La Paternal. El 18 de junio jugó su último partido, igualando por 2 a 2 ante Bella Vista. Luego de esto, dejó de presentarse a los encuentros y abandonó la práctica del fútbol. La Asociación Argentina le dio por perdido los partidos restantes del torneo y lo consideró como descendido a Tercera División; sin embargo, el club nunca reafirmó su afiliación para 1934.

### Actualidad
Alejado del fútbol nacional y con su actual denominación, actualmente se dedica principalmente al vóley. También se dedica al taekwondo y al pilates. En su sede cuenta además con un restaurante.

## Cancha
Su primera cancha de fútbol perteneció a Tiro Federal, un club que se había disuelto unos años antes.
Para 1927, la cancha de Porteño de Morón se encontraba entre las calles Castelli, Brown y French, en la localidad de Morón. Sus dimensiones eran 91 metros de largo y 60 metros de ancho. Se encontraba cercado por alambrado y tejido. Allí ejerció de local en sus 7 años en la antecesora de la AFA.

## Datos del club

### Cronología lineal
- Temporadas en Primera División: 0
- Temporadas en 2ª categoría: 7
  - Temporadas en División Intermedia: 6 (1921-1926)
  - Temporadas en Segunda División: 1 (1933)
- Temporadas en 3ª categoría: 7
  - Temporadas en Segunda División: 1 (1920)
  - Temporadas en División Intermedia: 6 (1927-1932)

- Participaciones en Copa de Competencia de División Intermedia: 2 (1926 y 1927)

### Cronología por año
Cronología del club en categorías de la Asociación Argentina de Football:
| Temp. | Div. | Clubes | Pos. | Pts | PJ | PG | PE | PP | GF | GC | DG | Copa                    | Otras copas |
| ----- | ---- | ------ | ---- | --- | -- | -- | -- | -- | -- | -- | -- | ----------------------- | ----------- |
| 1920  | 2D   | 13     | 2o   | 16  | 12 | 7  | 2  | 3  |    |    |    |                         | —           |
| 1921  | DI   | 25     | —    |     |    |    |    |    |    |    |    |                         | —           |
| 1923  | DI   | 30     | —    |     |    |    |    |    |    |    |    |                         |             |
| 1924  | DI   | 32     | —    |     |    |    |    |    |    |    |    |                         |             |
| 1926  | DI   |        |      |     |    |    |    |    |    |    |    | Octavos de final (CCDI) | —           |
| 1927  | DI   | 53     | 3o   | 16  | 14 | 5  | 3  | 6  |    |    |    | Cuartos de final (CCDI) | —           |
| 1928  | DI   |        | 3o   |     |    |    |    |    |    |    |    | —                       | —           |
| 1930  | DI   | 43     | 6o   | 27  | 22 | 12 | 7  | 3  |    |    |    | —                       | —           |
| 1931  | DI   | 38     | 3o   | 21  | 18 | 10 | 1  | 7  |    |    |    | —                       | —           |
| 1932  | DI   |        |      |     |    |    |    |    |    |    |    | —                       | —           |
| 1933  | 2D   | 21     | 7o   | 2   | 12 | 0  | 2  | 10 | 5  | 14 | -9 | —                       | —           |

#### Reservas
Cronología de los equipos de reserva y alternativos en categorías de la Asociación Argentina de Football:
| Temp. | Div. | Pos. | Pts | PJ | PG | PE | PP |
| ----- | ---- | ---- | --- | -- | -- | -- | -- |
| 1927  | DI   | 8o   | 7   | 14 | 3  | 1  | 10 |
| 1928  | 3D   | 2o   |     |    |    |    |    |
| 1930  | DI   | 4o   | 25  | 22 | 12 | 1  | 9  |
| 1931  | DI   | 3o   | 22  | 18 | 10 | 2  | 6  |
| 1931  | 3D   | 5o   | 21  | 18 | 9  | 3  | 6  |

#### Juveniles
Cronología de los equipos juveniles en categorías de la Asociación Argentina de Football:
| Temp. | Div. | Pos. | Pts | PJ | PG | PE | PP |
| ----- | ---- | ---- | --- | -- | -- | -- | -- |
| 1927  | 4D   | 4o   | 20  | 14 | 9  | 2  | 3  |
| 1928  |      |      |     |    |    |    |    |
| 1930  | 4D   | 3o   | 15  | 12 | 7  | 1  | 4  |
| 1931  | 4D   | 2o   | 25  | 15 | 12 | 2  | 2  |